# Порт-оф-Спейн
Порт-оф-Спейн (англ. Port of Spain, досл. Порт Испании) — столица Республики Тринидад и Тобаго, её политический, экономический и культурный центр. Ранее — столица Федерации Вест-Индии.

## Этимология
Город основан в XVI веке испанскими конкистадорами на месте индейского поселения Конкерабия и до конца XVIII века сохранял его название. После перехода города в 1797 году во владение Великобритании он получил английское название Порт-оф-Спейн — буквально «испанский порт» (англ. Port of Spain).

## Природные условия
Порт-оф-Спейн находится в северо-западной части острова Тринидад, принадлежащего к группе Малых Антильских островов. Город расположен на берегу залива Пария Карибского моря. Погодные условия столицы формируются под влиянием влажного и жаркого субэкваториального климата. Среднегодовое количество осадков достигает 1910 мм. В январе средняя температура воздуха составляет +26 °C, в июле — около +27 °C. Сухой сезон длится с января по май. В это время жара несколько ослабляется из-за воздействия потоков более прохладного воздуха, приносимого пассатами. В период дождей (в июне — декабре) в городе нередко отмечаются сильные тропические ливни, порывистые штормовые ветры.
Естественная растительность представлена сандаловым деревом, кипарисом, фустиком, в прибрежных районах имеются участки мангровых зарослей. В черте города и его окрестностях встречается множество видов тропических птиц, отличающихся необыкновенно ярким оперением. В частности, здесь обитает около 40 видов колибри. В прибрежной зоне распространены черепахи, змеи (боа, копьеголовая змея и другие), ящерицы. В водах залива Пария — настоящее изобилие различных видов рыб.

## История города
Порт-оф-Спейн был основан в XVI веке. Испанские завоеватели заложили город на месте древнего индейского поселения Конкерабия, оставив за ним то же самое название. В 1783—1796 годах Конкерабия стала административным центром испанского колониального владения на острове Тринидад.

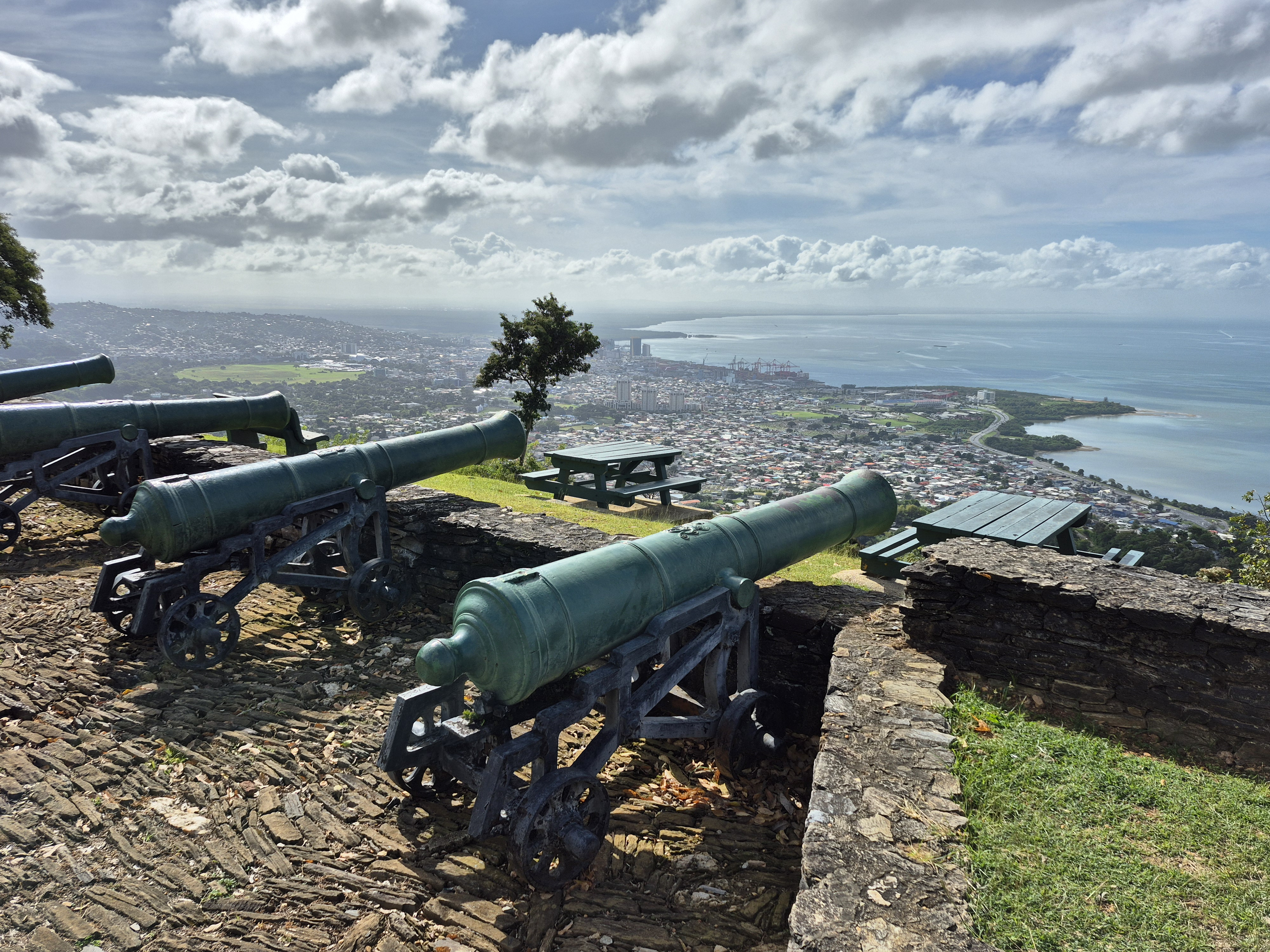
Вид на центр города из форта Fort George (построен в 1804)

Новое название — Порт-оф-Спейн (в переводе с английского «порт Испании») — город приобрел уже в 1797 году, когда был присоединен к территориальным владениям Британии. Официальное английское господство в городе было утверждено после подписания Амьенского договора в 1802 году. В окрестностях Порт-оф-Спейна на богатых плодородных почвах возделывались обширные плантации сахарного тростника, на которых трудились чернокожие рабы. После упразднения рабства в 1830-х годах в городе начала ощущаться острая нехватка рабочей силы вследствие миграции большого количества бывших невольников в другие регионы Америки. В середине XIX века в Порт-оф-Спейн стали прибывать наемные рабочие с территории нынешних Индии и Пакистана, а затем португальские переселенцы, спасающееся от разгоревшегося на Мадейре голода. В 1850-х в городе появились и иммигранты из Китая. В период правления Великобритании на острове начали разрабатываться месторождения природного асфальта, который весьма эффективно применялся на судоверфи Порт-оф-Спейн для обработки деревянных корпусов морских судов. Вместе с тем во времена правления британцев в городе интенсивно развивалась морская торговля и велась прокладка дорог.
С середины XIX века Порт-оф-Спейн стал центром национально-освободительного движения; здесь периодически отмечались массовые выступления трудящихся против колонизаторской политики британских властей. Особенно остро эта борьба разгорелась в 1930—1940-х годах. Народные волнения почти прекратились после проведения ряда экономических и политических реформ. В 1946 году для жителей Порт-оф-Спейна, как и для всего остального населения островов Тринидад и Тобаго (последний вошёл в состав единой колонии в 1889 году), было учреждено всеобщее избирательное право.
В 1958—1962 годах Тринидад и Тобаго являлись частью Вест-индской Федерации, а Порт-оф-Спейн сохранял статус колониального административного центра. После провозглашения независимости государства Тринидад и Тобаго в августе 1962 года Порт-оф-Спейн был объявлен его столицей. В августе 1976 года страна приобрела республиканский статус, и столицей новоизбранной Республики Тринидад и Тобаго стал Порт-оф-Спейн. В настоящее время в городе находятся резиденции президента и правительства республики. В последние годы в Порт-оф-Спейне успешно реализуется план финансово-экономического развития города и ведется строительство новых промышленных предприятий, призванных обеспечить значительное количество рабочих мест для жителей города.

## Население, язык, вероисповедание
Численность населения в Порт-оф-Спейн составляет более 50 тысяч человек (2010). Этническое большинство столицы — афротринидадцы, креолы и индопакистанцы. В городе проживает также незначительное число китайцев и европейцев.
Государственный язык — английский. Распространены также испанский, хинди (точнее, бходжпури) и патуа (креольский, возникший на основе французского). Значительная часть верующего населения столицы (более 70 %) — христиане (католики и протестанты), есть также приверженцы индуизма и буддизма.

## Культурное значение

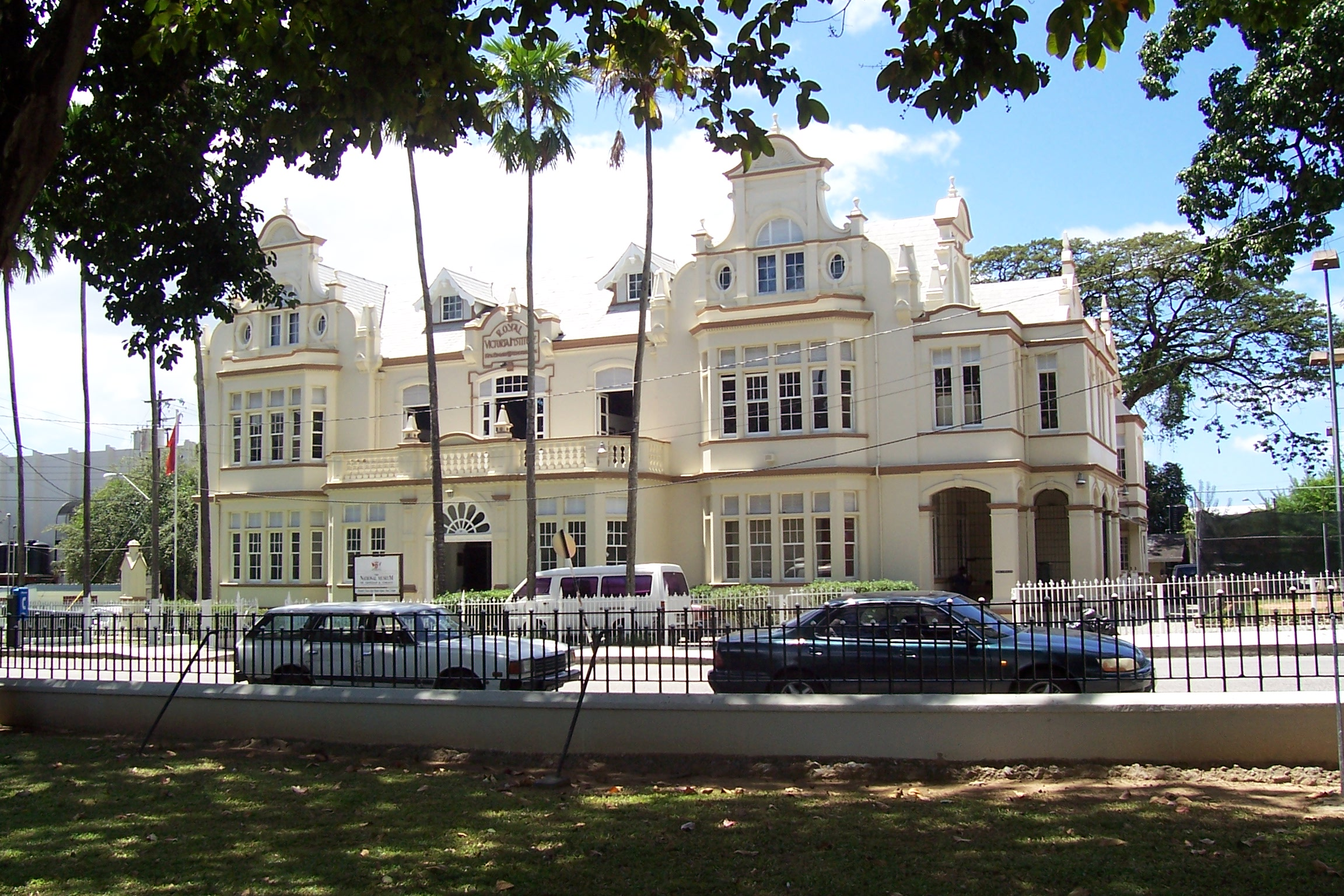
Вид на Национальный музей Тринидада и Тобаго

Порт-оф-Спейн — образец сочетания трех различных культур и мирного сосуществования трех различных религий: христианской, мусульманской и индуистской. Архитектурный облик города формируют христианские церкви, мусульманские мечети и храмы индуистов, являющиеся памятниками национальной истории и культуры Тринидада и Тобаго. Основными достопримечательностями Порт-оф-Спейна являются англиканский собор, построенный в 1816—1823 годах, католический собор, сооруженный в 1832 году, Национальный музей, Национальный архив и Художественная галерея. В городе разбит Королевский ботанический сад с большой коллекцией экзотических растений.
Высшее учебное заведение столицы — Тринидадское отделение Вест-индского университета, включающее в себя технический и сельскохозяйственный факультеты, а также колледж наук и искусств. В городе открыты Центральная библиотека Тринидада и Тобаго, содержащая около 500 тысяч печатных изданий, и Публичная библиотека Тринидада. Крупнейшей научной организацией столицы является Ассоциация технологов сахарного производства. Также работают коммерческое телевидение и правительственное радиовещание.

## Известные уроженцы
В городе родились:
- Кинастон МакШайн[англ.] (1935—2018) — тринидадо-тобагианский куратор современного искусства.
- Шива Найпол (1945—1985) — английский писатель и журналист индийского происхождения, младший брат В. С. Найпола, лауреата Нобелевской премии по литературе 2001 года.
- Жанель Коммиссионг (род. 1953) — тринидадо-тобагианский политик, бывшая модель, королева красоты. Первая темнокожая женщина, выигравшая конкурс «Мисс Вселенная» (1977).
- Пола-Мэй Уикс (род. 1958) — тринидадо-тобагианский судья, государственный и политический деятель. Президент Тринидада и Тобаго с 19 марта 2018 по 20 марта 2023 года, первая женщина в этой должности.
- Ато Болдон (род. 1973) — тринидадо-тобагианский спринтер, четырёхкратный призёр Олимпийских игр на дистанциях 100 и 200 метров. Чемпион мира 1997 года в беге на 200 метров.
- Ники Минаж (род. 1982) — тринидадо-тобагианская певица, рэперша, автор песен и актриса.

## Города-побратимы
- Атланта, США
- Джорджтаун, Гайана
- Сент-Катаринс, Канада